# Onychocepon harpax
Onychocepon harpax is een pissebed uit de familie Bopyridae. De wetenschappelijke naam van de soort is voor het eerst geldig gepubliceerd in 1921 door Pérez.